# Bart Maris
Bart Maris (Ninove, 28 december 1965) is een Belgische trompettist. 

## Levensloop
Maris speelde mee in een zeer groot aantal bands, zowel als bandlid als als gast. Hij was een van de oorspronkelijke leden van Fukkeduk, Kamikaze, Rouppe Group, X-Legged Sally, Excelsior, Think of One en Flat Earth Society. Hij speelt ook in de Brusselse folkband Jaune Toujours, samen met zijn broer, Piet Maris alsook bij 1000,
Electric Barbarian, Synaesthetic Trip, Viktor Toth Tercett, Moker,
leidt zijn eigen bands Les Poubelles, ptit's cons., GLITS en maakt audio-installaties waarbij hij solo speelt (Loops).
Als lid van het Nanook-kwartet van André Goudbeek begeleidde hij in 1995 de stille film Nanook of the North.
Andere bands waarin hij regelmatig speelt/speelde, zijn The Whodads, Excelsior, The Simpletones, Das Kammer Orchestra, 69, en Olla Vogala, Art Zoyd, Fred Frith en Univers Zero.

## Discografie (selectie)
Als groepslid
- Nanook of the North - André Goudbeek (1995)
- Juggernaut - Think of One (1997)
- Marrakech Emballages Ensemble - Think of One (1998)
- Marrakech Emballages Ensemble II - Think of One (2000)
- Naft - Think of One (2000)
- Naft 2 - Think of One (2002)
- Marrakech Emballages Ensemble 3 - Think of One (2003)
- Ornithozozy - Fukkeduk (1994)
- Stone, brick, glass, wood, wire - Graphic scores 1986-96) - Fred Frith (1999) (I Dischi di Angelica - IDA 014)
- Immer das Selbe Gelogen - X-Legged Sally (1991)
- Killed By Charity - X-Legged Sally (1993)
- Eggs and Ashes - X-Legged Sally (1994)
- The Land of the Giant Dwarfs - X-Legged Sally (1995)
- Fired - X-Legged Sally (1996)
- Bereft of a Blissful Union - X-Legged Sally (1997)
- Live at the Beursschouwburg 1999 - Flat Earth Society (1999)
- Bonk- Flat Earth Society (2000)
- Larf- Flat Earth Society (2001)
- Minoes - Flat Earth Society (2002)
- Trap - Flat Earth Society (2002)
- Armstrong Mutations (2003)
- ISMS - Flat Earth Society (2005)
- Heliogabal - Flat Earth Society (zonk records, 2006)
- Die Austernprizessin - Flat Earth Society (dvd, crammed disc)
- Psychoscout - Flat Earth Society (crammed disc 128)
- Cheer me, perverts! - Flat Earth Society (2009)
- Answer Songs - Flat Earth Society (2009)
- live - Olla Vogala (1998) (MAP Records)
- Gnanomo - Olla Vogala (1999) (ZOKU-EMI)
- Brusk - Jaune Toujours (2000) (WBM21014)
- Camping del Mundo - Jaune Toujours (2002) (chou 0202)
- Barricade  - Jaune Toujours (2004) (chou 0402)
- cluB - Jaune Toujours (2006) - cd+dvd - (chou 0604)
- Kolektiv - Jaune Toujours (2009) (chou 0604)
- Re:Plugged - Jaune Toujours (2010) (chou 1002)
- él - Electric Barbarian
- Minirock From The Sun - Electric Barbarian
- KONGLONG - Moker
- LOVENDEGEM - LIVE IN LIMELIGHT - Moker
- MOKER - moker (elNegocito records)
- Ladder- Moker (elNegocito records051) 2016
- 1000 - unplayable (leo records)
- 1000 - playable (skycap records)
- 1000 - Shoe (Red Toucan)
- 1000 - OCJ (Umland Records)
- 2000 - Plant (elNR 088)
- 69 - 69 (Quark records)
- synaesthetic trip - edward perraud (Quark records)
- popping bopping - Victor Toth Tercett (bmc cd 191)
- VIKTOR TOTH & MAHASIMBADAVI PLAYERS (elNR 2019)
- Krommekeer -KROMMEKEER (elNR 2013)
- The Flipside Paradox - Vol IIa (ZK089 2016)
- G.L.i.T.S. - GettingLostinTinySpaces (elNegocito records054) 2016)

Als gast:
- In a Bar, Under the Sea - dEUS (1996)
- Bull? - Cro Magnon (1997)
- Music Inspired by Sunrise - Zita Swoon (1997)
- Berchem - Dead Man Ray (1998)
- The Ideal Crash - dEUS (1999)
- Top Secret - Marc Moulin (2001)
- Dunia - Largo (1995)
- Racine Carré - Stromae (2013)